# Torneo misto abruzzese 1944-1945
Il Torneo misto abruzzese 1944-1945 fu una competizione calcistica disputatasi nella regione Abruzzo in un'unica edizione, fra il dicembre del 1944 ed il giugno del 1945, durante gli ultimi mesi della Seconda guerra mondiale. Lo stesso conflitto bellico in parte ne influenzò il corretto svolgimento. La formazione vincitrice del torneo fu il Pescara.

## Avvenimenti
Dopo che la FIGC aveva interrotto le attività sportive ufficiali nella stagione 1943-1944, il Comitato istituì, su modello di altre regioni, un campionato misto — aperto, cioè, alle società abruzzesi di tutte le categorie — con l'obiettivo di tenere impegnati i calciatori durante l'ultima fase della Seconda guerra mondiale.
Il torneo vedeva ai nastri di partenza un'unica formazione cadetta, vale a dire il Pescara, e due squadre provenienti dalla Serie C, Chieti e L'Aquila (anche se la formazione rossoblù si presentò come unione di vari club cittadini sotto il nome di S.S. L'Aquila 1944). Le squadre rimanenti erano o provenienti dai campionati regionali, o erano rimaste inattive nella precedente stagione, o addirittura erano appena state fondate, come nel caso della S.S. Vastese, sorta dalle ceneri della scomparsa U.S. Vastese. È documentata la presenza di 13 formazioni, ridotte poi a 10 ed infine a 9 con l'esclusione — a campionato iniziato — del Sulmona; altre fonti citano la presenza di 14 squadre.
La prima giornata ebbe luogo la vigilia di Natale del 1944. Il campionato si concluse a luglio con la vittoria del Pescara dopo numerose partite annullate e rinviate con formazioni ritiratesi e punti di penalizzazione inflitti. Tra le partite disputate è da segnalare il derby tra Chieti e Pescara terminato con la vittoria di misura dei nero-verdi (1-0 con rete di Giunghi): gli adriatici, infatti, non perdevano un incontro da quasi 2 anni (30 maggio 1943).
La competizione faceva parte del campionato misto di Divisione Nazionale 1944-1945 e metteva in palio due posti per le finali interregionali per l'assegnazione del titolo di Campione dell'Italia Liberata. Tuttavia problemi organizzativi (tra cui l'eccessivo protrarsi dei campionati regionali) impedirono l'effettuazione delle finali interregionali (a cui avrebbero dovuto partecipare sedici squadre centromeridionali).

## Squadre partecipanti
| Club                    | Stagione | Città                  | Stadio                          | Stagione 1942-1943                     |
| ----------------------- | -------- | ---------------------- | ------------------------------- | -------------------------------------- |
| A.S. Casauriense        | -        | Tocco da Casauria (PE) | ?                               | non iscritta                           |
| S.S. Chieti             | dettagli | Chieti                 | Stadio della Civitella          | 3ª in Serie C, girone H                |
| Pol. Forza e Coraggio   | dettagli | Avezzano (AQ)          | Stadio del Littorio (dei Marsi) | non iscritta                           |
| S.S. Frentana           | dettagli | Lanciano (CH)          | ?                               | ? in Prima Divisione Abruzzi, girone B |
| A.S. Giulianova         | dettagli | Giulianova (TE)        | Campo Castrum                   | non iscritta                           |
| S.S. Interamnia         | dettagli | Teramo                 | Stadio comunale                 | non iscritta                           |
| A.S. L'Aquila           | dettagli | L'Aquila               | Stadio comunale                 | 12ª in Serie C, girone I               |
| Pol. Pennese            | -        | Penne (PE)             | ?                               | ? in Prima Divisione Abruzzi, girone B |
| A.S. Pescara            | dettagli | Pescara                | Campo Rampigna                  | 8ª in Serie B                          |
| A.S. Popoli             | dettagli | Popoli (PE)            | ?                               | ?                                      |
| A.S. Sagittario Pratola | -        | Pratola Peligna (AQ)   | ?                               | non iscritta                           |
| S.S. Sulmona            | dettagli | Sulmona (AQ)           | Stadio comunale                 | ?                                      |
| S.S. Vastese            | dettagli | Vasto (CH)             | Stadio Aragona                  | non iscritta                           |

## Classifica finale
| Pos. | Squadra                 | Pt       | G  | V  | N | P  | GF | GS | DR  |
| ---- | ----------------------- | -------- | -- | -- | - | -- | -- | -- | --- |
| 1.   | Pescara                 | 32       | 18 | 15 | 2 | 1  | 77 | 7  | +70 |
| 2.   | Chieti                  | 30       | 18 | 14 | 2 | 2  | 47 | 16 | +31 |
| 3.   | Forza e Coraggio (-1)   | 22       | 18 | 10 | 3 | 5  | 31 | 24 | +7  |
| 4.   | L’Aquila                | 20       | 18 | 8  | 4 | 6  | 27 | 24 | +3  |
| 5.   | Vastese (-2)            | 18       | 18 | 9  | 2 | 7  | 19 | 18 | +1  |
| 6.   | Casauriense (-1)        | 14       | 18 | 6  | 3 | 9  | 27 | 40 | -13 |
| 7.   | Pennese                 | 13       | 18 | 6  | 1 | 11 | 21 | 34 | -13 |
| 8.   | Frentana Lanciano (-3)  | 12       | 18 | 7  | 1 | 10 | 21 | 42 | -21 |
| 9.   | Sagittario Pratola (-1) | 5        | 18 | 3  | 0 | 15 | 15 | 61 | -46 |
| --   | Sulmona                 | Esclusa  |    |    |   |    |    |    |     |
| --   | Giulianova              | Ritirata |    |    |   |    |    |    |     |
| --   | Interamnia              | Ritirata |    |    |   |    |    |    |     |
| --   | Popoli                  | Ritirata |    |    |   |    |    |    |     |

Legenda:

      Campione abruzzese.
      Esclusa dal torneo.
      Ritirata dal torneo.
Note:

Due punti per la vittoria, uno per il pareggio, zero per la sconfitta.

### Squadra campione
Il Pescara presentava un'intelaiatura simile a quella schierata in Serie B nel 1942-1943.
- Allenatore: Edmondo De Amicis

## Risultati

### Calendario
| Andata (1ª) | Andata (1ª) | Prima giornata | Ritorno (10ª) | Ritorno (10ª) |
|             |             |                |               |               |
| 24 dic.     | 1-4         | Sulmona-Chieti | 0-6           | 4 mar.        |

| Andata (2ª) | Andata (2ª) | Seconda giornata        | Ritorno (11ª) | Ritorno (11ª) |
|             |             |                         |               |               |
| 31 dic.     | 1-0         | Chieti-Forza e Coraggio | 0-1           | 22 apr.       |

| Andata (3ª) | Andata (3ª) | Terza giornata  | Ritorno (12ª) | Ritorno (12ª) |
|             |             |                 |               |               |
| 14 gen.     | 3-0         | Chieti-L'Aquila | 2-2           | 6 mag.        |

| Andata (4ª) | Andata (4ª) | Quarta giornata | Ritorno (13ª) | Ritorno (13ª) |
|             |             |                 |               |               |
| 28 gen.     | 0-2         | Vastese-Chieti  | 0-1           | 29 apr.       |

| Andata (5ª) | Andata (5ª) | Quinta giornata | Ritorno (14ª) | Ritorno (14ª) |
|             |             |                 |               |               |
| 11 feb.     | 4-0         | Pescara-Chieti  | 0-1           | 27 mag.       |

| Andata (6ª) | Andata (6ª) | Sesta giornata | Ritorno (15ª) | Ritorno (15ª) |
|             |             |                |               |               |
| 18 feb.     | 6-0         | Chieti-Pratola | 2-3           | 3 lug.        |

| Andata (7ª) | Andata (7ª) | Settima giornata | Ritorno (16ª) | Ritorno (16ª) |
|             |             |                  |               |               |
| 25 feb.     | 1-1         | Vis Penne-Chieti | 1-4           | 13 mag.       |

| Andata (8ª) | Andata (8ª) | Ottava giornata | Ritorno (17ª) | Ritorno (17ª) |
|             |             |                 |               |               |
| 4 mar.      | 0-0         | Frentana-Chieti | 1-6           | 17 mag.       |

| \| Andata (9ª) \| Andata (9ª) \| Nona giornata \| Ritorno (18ª) \| Ritorno (18ª) \| \| \| \| \| \| \| \| 8 apr. \| 5-0 \| Chieti-Casauriense \| 5-1 \| 20 mag. \| |             |                    |               |               |
| Andata (9ª) | Andata (9ª) | Nona giornata      | Ritorno (18ª) | Ritorno (18ª) |
| |             |                    |               |               |
| 8 apr. | 5-0         | Chieti-Casauriense | 5-1           | 20 mag.       |